# Bergouey
Bergouey là một xã trong tỉnh Landes ở Aquitaine tây nam nước Pháp

## Biến động dân số
| Năm | 1962 | 1968 | 1975 | 1982 | 1990 | 1999 | 2006 |
| --- | ---- | ---- | ---- | ---- | ---- | ---- | ---- |
| Dân số | 128  | 133  | 126  | 118  | 111  | 110  | 116  |
| From the year 1962 on: No double counting—residents of multiple communes (e.g. students and military personnel) are counted only once. |      |      |      |      |      |      |      |

1. ↑  Bergouey sur le site de l'Insee